# Laboratoire d'Océanographie et du Climat
 (décembre 2021).
La mise en forme du texte ne suit pas les recommandations de Wikipédia : il faut le « wikifier ».
Les points d'amélioration suivants sont les cas les plus fréquents :
- Les titres sont pré-formatés par le logiciel. Ils ne sont ni en capitales, ni en gras.
- Le texte ne doit pas être écrit en capitales (les noms de famille non plus), ni en gras, ni en italique, ni en « petit »…
- Le gras n'est utilisé que pour surligner le titre de l'article dans l'introduction, une seule fois.
- L'italique est rarement utilisé : mots en langue étrangère, titres d'œuvres, noms de bateaux, etc.
- Les citations ne sont pas en italique mais en corps de texte normal. Elles sont entourées par des guillemets français : « et ».
- Les listes à puces sont à éviter, des paragraphes rédigés étant largement préférés. Les tableaux sont à réserver à la présentation de données structurées (résultats, etc.).
- Les appels de note de bas de page (petits chiffres en exposant, introduits par l'outil «  Source ») sont à placer entre la fin de phrase et le point final[comme ça].
- Les liens internes (vers d'autres articles de Wikipédia) sont à choisir avec parcimonie. Créez des liens vers des articles approfondissant le sujet. Les termes génériques sans rapport avec le sujet sont à éviter, ainsi que les répétitions de liens vers un même terme.
- Les liens externes sont à placer uniquement dans une section « Liens externes », à la fin de l'article. Ces liens sont à choisir avec parcimonie suivant les règles définies. Si un lien sert de source à l'article, son insertion dans le texte est à faire par les notes de bas de page.
- La présentation des références doit suivre les conventions bibliographiques. Il est recommandé d'utiliser les modèles {{Ouvrage}}, {{Chapitre}}, {{Article}}, {{Lien web}} et/ou {{Bibliographie}}. Le mode d'édition visuel peut mettre en forme automatiquement les références.
- Insérer une infobox (cadre d'informations à droite) n'est pas obligatoire pour parachever la mise en page.

Pour une aide détaillée, merci de consulter Aide:Wikification.
Si vous pensez que ces points ont été résolus, vous pouvez retirer ce bandeau et améliorer la mise en forme d'un autre article.
Le  Laboratoire d'Océanographie et du Climat : Expérimentations et Approches Numériques, également désigné par son acronyme LOCEAN, est un laboratoire de recherche public français qui se consacre d'une part à l'étude de la dynamique océanique et de ses couplages, notamment avec l’atmosphère et la glace de mer, d'autre part aux  cycles biogéochimiques et aux écosystèmes marins ainsi qu'à la variabilité climatique et les impacts environnementaux et sociaux économiques du changement climatique. 
Ce centre de recherche, implanté en région parisienne, est une unité mixte de recherche (UMR) intégrée à l'Institut Pierre-Simon-Laplace (IPSL), du CNRS, avec Sorbonne Université, l'Institut de Recherche pour le Développement et le Muséum National d’Histoire Naturelle.

## Organisation
Le LOCEAN dépend principalement au sein du CNRS  de l’Institut national des sciences de l'univers (INSU), avec un rattachement secondaire à l’Institut écologie et environnement (INEE). Le LOCEAN  est en partenariat avec  Sorbonne Université (tutelle principale), l'Institut de Recherche pour le Développement et le Muséum National d’Histoire Naturelle. Au sein de Sorbonne il fait partie unité de formation et recherche Terre, Environnement, Biodiversité (UFR 918) et à « ECCE TERRA », partie du Pôle 3 «Terre vivante et Environnement». Il est également lié au Centre des Sciences de la Mer (CSM) en particulier aux stations marines de Villefranche-sur-mer, Banyuls et Roscoff. Il est membre de l'Institut Pierre Simon Laplace (IPSL), fédération de neuf laboratoires publics de recherche en sciences de l'environnement en Ile-de-France. Le laboratoire emploie environ 152 personnes dont 121 permanents. Les effectifs sont répartis sur trois sites :  l'essentiel des effectifs est situé sur le campus Pierre et Marie Curie de la Sorbonne à Paris le reste se répartissant entre le campus IRD France Nord à Bondy et du Muséum à Paris.  

## Domaines de recherche
La recherche au sein du LOCEAN est organisée autour de sept thématiques prises en charge par autant d'équipes de chercheurs  : 
- Austral Boréal Carbone (ABC) :  étude de la variabilité et de l’évolution (synoptique, interannuelle à décennale) des propriétés physico-chimiques des masses d’eau, de la circulation, des apports d’eau douce, des interactions océan-glace/neige-atmosphère, des flux de chaleur (méridien) dans les océans polaires et l’Atlantique tropical[2].
- CYcles BIOgéochimiques Marins : étude du fonctionnement biogéochimique de l'océan et des perturbations résultant des activités humaines processus et perturbations (CYBIOM) dans le but de réduire les incertitudes sur l'évolution du climat et de comprendre les effets du changement climatique sur les écosystèmes, la biodiversité et les ressources marines[3].
- VAriabilité à Long terme du Climat et de l’Océan (VALCO)  : Reconstruction de  séries de données à partir des archives naturelles documentant les changements climatiques, océanographiques, et plus largement environnementaux, antérieurs aux données instrumentales sur des échelles de temps annuelles, décennales, séculaires et millénaires dans le but de mieux comprendre et prévoir l’évolution des changements climatiques en cours[4].
- NEMO R&D : compréhension et  représentation de processus physiques et biogéochimiques observés potentiellement importants pour le système climatique dans trois domaines :  océan physique (“océan bleu”),  glace de mer (“océan blanc”) et  biogéochimie marine (“océan vert”)[5].
- Océan et variabilité du climat (VARCLIM) :  rôle de l’océan dans la variabilité climatique aux échelles de temps intra-saisonnières à multi-décennales, rôle des forçages externes, impacts sur le réchauffement climatique, etc[6]...
- Variabilité de l’océan et de la glace de mer (VOG) :  étude de la dynamique du système couplé océan-glace de mer, de sa variabilité actuelle et passée et de son impact sur les cycles biogéochimiques[7].
- PROcessus et inTéractions de fine Echelle Océanique (PROTEO)  : étude des interactions à fine échelle entre la physique océanique, la biogéochimie marine et les écosystèmes, incluant une compréhension fine des processus physiques sous-jacents[8].